# Evgeni Aleksandrov
Evgeni Sashov Aleksandrov (Bulgaars : Евгени Сашов Александров) (Elin Pelin, 14 juni 1988) is een voormalige Bulgaars voetballer. Hij heeft gespeeld bij Litex Lovetsj, Doenav Roese, PFK Montana, Lokomotiv Gorna Orjachovitsa

## Loopbaan
Aleksandrov werd gepromoveerd tot de senioren team in het seizoen 2007-2008 als een 3e doelman. Hij maakt zijn debuut op 28 mei 2011, in de laatste wedstrijd van het seizoen 2010-2011. Het wedstrijd werd gelijkgespeeld in 0-0 tegen Kaliakra Kavarna.
Op 30 juli 2011 speelde Aleksandrov voor Litex Lovetsj in een wedstrijd tegen CSKA Sofia om de Bulgaarse Supercup. Hij werd met 2-1 verslagen. 
Op 28 december 2016 tekende Aleksandrov bij PFK Montana voor 6 maanden plus nog een jaar als cluboptie. Op 29 december 2017 werd zijn contract met wederzijds goedvinden beëindigd.

## Erelijst

### Litex Lovetsj
- Parva Liga (2) : 2009-2010, 2010-2011
- Bulgaarse voetbalbeker (2) : 2007-2008, 2008-2009
- Bulgaarse Supercup (1) : 2010